# 찰스 힉콕스
찰스 뷰캐넌 힉콕스(Charles Buchanan Hickcox, 1947년 2월 6일 ~ 2010년 6월 15일)는 전 미국의 수영 선수이며, 1968년 멕시코시티 올림픽 3관왕이다.
애리조나주 피닉스에서 태어난 힉콕스는 인디애나 대학교 블루밍턴을 대표하여 7개의 NCAA 수영 타이틀을 우승하였다.
1967년 하계 유니버시아드 4관왕(100m/200m 배영, 800m 자유형 계주, 400m 혼계영)이 되고, 같은 해 위니펙에서 열린 팬아메리칸 게임에서 2개의 금메달(100m 배영, 800m 자유형 계주)과 1개의 은메달(200m 배영)을 획득하였다.
멕시코시티 올림픽에서 200m와 400m 개인혼영, 400m 혼계영(세계 기록과 우승)에서 3개의 금메달을 획득하면서, 100m 배영 은메달을 추가하였다.
1967년과 1968년 사이에 16달 안으로 8개의 세계 기록을 세울 때 힉콕스의 수영 경력의 절정이 일어났다.
1968년 "올해의 세계 수영 선수"로 선정되었고, 1976년 국제 수영 명예의 전당에 헌액되었다.
2010년 6월 15일 캘리포니아주 샌디에이고에서 암으로 사망하였다.

## 같이 보기
- 올림픽 수영 남자 메달리스트 목록
- 수영 배영 100m 세계 기록 추이
- 수영 배영 200m 세계 기록 추이
- 수영 개인혼영 200m 세계 기록 추이
- 수영 개인혼영 400m 세계 기록 추이
- 수영 계영 400m 세계 기록 추이
- 수영 혼계영 400m 세계 기록 추이